# Местные выборы в Гонконге (2023)
Местные выборы 2023 года в Гонконге прошли 10 декабря. На них были избраны 264 из 470-ти членов Окружных советов Гонконга.

## Предыстория

### Победа демократов на прошлых выборах
На прошлых местных выборах 2019 года победу одержал Продемократический лагерь. Демократы в союзе с Локалистами получили абсолютное большинство во всех 18 Окружных советах — 388 мест против 62 у партий-членов Пропекинского лагеря.

### Изменение в законодательстве и выборы 2021 года
В мае 2021 года был принят «Закон о защите национальной безопасности в Гонконге», в котором появились новые требования для депутатов окружных советов, в том числе новая версия присяги. Большинство из депутатов Окружных советов отказались давать присягу и подали в отставку.
В июле 2021 года 230 окружных депутатов из Продемократического лагеря были отстранены от должности и были обязаны выплатить депутатскую зарплату на общую сумму в миллион долларов США.
В декабре 2021 года состоялись выборы в Законодательный совет Гонконга, на которые кандидаты Демократического лагеря не были допущены. В результате 69 мест получил Пропекинский лагерь, а один мандат получил неаффилированный кандидат из партии «Третья сторона».
2 мая 2023 г. Глава администрации Гонконга Джон Ли анонсировал избирательную реформу.
По реформе общее число депутатов Окружных советов было сокращено на 9 человек. Также, если на прошлых выборах депутаты избиралась напрямую всенародным голосованием и только 27 составляли Ex officio (ими становились председатели Окружных исполнительных комитетов), то после реформы напрямую избирались только 88. Остальные депутаты избирались косвенным путём в функциональных округах (176) и назначались лично главой администрации Гонконга (179).
Все кандидаты, желающие участвовать в выборах, должны были быть одобрены властями, что сделало участие оппозиции в выборах фактически невозможным.
28 сентября 2023 г. глава Избирательной комиссии Гонконга сообщил о сокращении времени работы избирательных участков на один час по сравнению с прошлыми местными выборами.

## Ход выборов
После низкой явки на парламентских выборах в декабре 2021 года ряд экспертов и политических обозревателей предвещали рекордно низкую явку на местных выборах 2023 года. Пропекинские политики призывали граждан принять участие в выборах, так как это их «гражданская обязанность», в то же время оппозиция призывала бойкотировать голосование. Также появилась информация о возможных штрафах для госслужащих, не участвующих в голосовании.
Правительство Гонконга 28 ноября 2023 года анонсировало ряд общественных мероприятий, приуроченных к выборам, в том числе концерты на открытом воздухе и шоу дронов на 12 декабря. По мнению экспертов, это было сделано для увеличения потенциальной явки.
Властями Гонконга было принято решение расположить избирательные участки недалеко от границы с материковым Китаем, для того чтобы граждане Гонконга, находящиеся на момент выборов в Китае, могли быстрее пересечь границу и проголосовать.
В день выборов, 13 декабря, был проведён ряд арестов оппозиционных политиков и активистов. Так были задержаны трое членов Лиги социал-демократов, планировавших организацию пикета против «выборов в клетке».
Был задержан 38-летний мужчина, призывавший бойкотировать выборы или ставить сразу две галочки в бюллетене, тем самым делая его недействительным. Мужчина был впоследствии осуждён за нарушение закона, по которому запрещён призыв к бойкоту выборов и порчи бюллетеней. По похожим обвинения было осуждено ещё несколько человек.

## Результаты
| 388                       | 2 | 62                  |
| Продемократический лагерь |   | Пропекинский лагерь |

Изменения в составе:
| 264                 |
| Пропекинский лагерь |

| Партия                           | Партия                                                  | Географические округа | Географические округа | Географические округа | Географические округа | Функциональные округа | Функциональные округа | Функциональные округа | Всего мест | +/-          |
| Партия                           | Партия                                                  | Голосов               | %                     | Мест                  | +/-                   | Голосов               | %                     | Мест                  | Всего мест | +/-          |
| -------------------------------- | ------------------------------------------------------- | --------------------- | --------------------- | --------------------- | --------------------- | --------------------- | --------------------- | --------------------- | ---------- | ------------ |
|                                  | Демократический альянс за улучшение и прогресс Гонконга | 486 942               | 41,58                 | 41                    | ▲ 20                  | 9 013                 | 36,13                 | 68                    | 51         | ▲ 30         |
|                                  | Федерация профсоюзов Гонконга                           | 206 285               | 17,61                 | 18                    | ▲ 13                  | 2 041                 | 8,18                  | 9                     | 27         | ▲ 22         |
|                                  | Новая народная партия — Гражданская сила                | 99 775                | 8,52                  | 5                     | ▲ 5                   | 1 462                 | 5,86                  | 10                    | 15         | ▲ 15         |
|                                  | Альянс бизнеса и профессионалов Гонконга                | 59 015                | 5,04                  | 4                     | ▲ 1                   | 1 065                 | 4,27                  | 8                     | 12         | ▲ 9          |
|                                  | Профессиональная сила                                   | 23 557                | 2,01                  | 1                     | -                     | -                     | -                     | -                     | 1          | —            |
|                                  | Новая перспектива для Гонконга                          | 21 380                | 1,83                  | 1                     | новая партия          | -                     | -                     | -                     | 1          | новая партия |
|                                  | Либеральная партия                                      | 19 574                | 1,67                  | 3                     | ▼ 2                   | 290                   | 1,16                  | 2                     | 5          | ▬            |
|                                  | Федерация государственных жилищных комплексов           | 17 744                | 1,52                  | 2                     | ▼ 1                   | 234                   | 0,94                  | 1                     | 3          | ▬            |
|                                  | Федерация профсоюзов Гонконга и Коулуна                 | 12 436                | 1,06                  | 0                     | ▬                     | 180                   | 0,72                  | 1                     | 1          | ▲ 1          |
|                                  | Круглый стол                                            | 7 149                 | 0,61                  | 0                     | ▼ 2                   | -                     | -                     | -                     | 0          | ▼ 2          |
|                                  | Путь демократии                                         | 2 118                 | 0,18                  | 0                     | новая партия          | -                     | -                     | -                     | 0          | новая партия |
|                                  | Партия Баугинии                                         | 472                   | 0,04                  | 0                     | новая партия          | -                     | -                     | -                     | 0          | новая партия |
|                                  | Фокус-группа по развитию Чёнкуанъоу                     | -                     | -                     | -                     | новая партия          | 156                   | 0,51                  | 1                     | 1          | новая партия |
|                                  | Новая энергия Западного Коулуна                         | -                     | -                     | -                     | —                     | 55                    | 0,22                  | 1                     | 1          | ▲ 1          |
|                                  | Независимые кандидаты                                   | 214 701               | 18,33                 | 13                    | ▼ 10                  | 10 481                | 42,01                 | 76                    | 89         | ▲ 66         |
| Пропекинский лагерь              | Пропекинский лагерь                                     | 1 171 148             | 100,00                | 88                    | ▲ 26                  | 24 947                | 100,00                | 176                   | 264        | ▲ 202        |
| Всего                            | Всего                                                   | 1 171 148             | 100,00                | 88                    | ▼ 364                 | 24 947                | 100,00                | 176                   | 264        | ▼ 188        |
|                                  |                                                         |                       |                       |                       |                       |                       |                       |                       |            |              |
| Действительные голоса            | Действительные голоса                                   | 1 171 148             | 98,15                 |                       |                       | 24 947                | 99,67                 |                       |            |              |
| Недействительные голоса          | Недействительные голоса                                 | 22 045                | 1,85                  |                       |                       | 82                    | 0,33                  |                       |            |              |
| Всего голосов / Явка избирателей | Всего голосов / Явка избирателей                        | 1 193 193             | 27,54                 |                       |                       | 25 029                | 96,92                 |                       |            |              |
| Зарегистрировано избирателей     | Зарегистрировано избирателей                            | 4 329 710             | 100,00                |                       |                       | 25 824                | 100,00                |                       |            |              |
| Источник                         |                                                         |                       |                       |                       |                       |                       |                       |                       |            |              |

Явка избирателей в 27,54 % стала самой низкой за всю историю Гонконга.
Глава администрации Гонконга заявил, что результаты голосования — «последний паззл, чтобы реализовать принципы патриотов, управляющих Гонконгом». Он также отметил, что Гонконгу нужна стабильность, а выборы 2019 года были использованы для угрозы национальной безопасности
Первое место получил Демократический альянс за улучшение и прогресс Гонконга (DAB) — крупнейшая партия Пропекинского лагеря. Партия выиграла выборы в каждом из 18 Округов Гонконга, проведя своих председателей в каждый из Окружных советов.
Малые партии, такие как Путь демократии и Партия Баугинии, выдвинувшие всего нескольких кандидатов, не прошли в новые советы. Причиной этому называют разобщённость и недостаток средств.
12 декабря 2023 г. главой администрации Гонконга были назначены 179 депутатов Окружных советов. В тот же день были избраны 27 глав Окружных исполнительных комитетов, ставшие депутатами по совместительству.
1 января 2024 г. новоизбранные депутаты Окружных советов 7-го созыва принесли присягу и официально вступили в должность.

### Окончательные результаты
| Партия | Партия                                                  | Избраны | Назначены | Ex-officio | Всего |
| ------ | ------------------------------------------------------- | ------- | --------- | ---------- | ----- |
|        | Демократический альянс за улучшение и прогресс Гонконга | 109     | 38        | 0          | 147   |
|        | Федерация профсоюзов Гонконга                           | 27      | 16        | 0          | 43    |
|        | Новая народная партия — Гражданская сила                | 15      | 10        | 0          | 25    |
|        | Альянс бизнеса и профессионалов Гонконга                | 12      | 10        | 2          | 24    |
|        | Либеральная партия                                      | 5       | 3         | 0          | 8     |